# ユーロズーム
ユーロズーム（Eurozoom）は、1994年に設立されたフランスの映画配給会社。日本の長編アニメーション映画を専門的に配給している。

## フィルモグラフィ

### 日本のアニメーション映画
- 海獣の子供 (2019年)
- 夜明け告げるルーのうた (2017年)
- ひるね姫 〜知らないワタシの物語〜 (2017年)
- 劇場版 ソードアート・オンライン -オーディナル・スケール- (2017年)
- 君の名は。 (2016年)
- すずめの戸締まり (2022年)
- BORUTO -NARUTO THE MOVIE- (2015年)
- THE LAST -NARUTO THE MOVIE- (2014年)
- ジョバンニの島 (2014年)
- 攻殻機動隊 ARISE (2013年)
- サカサマのパテマ (2013年)
- グスコーブドリの伝記 (2012年)
- ONE PIECE FILM Z (2012年)
- 放課後ミッドナイターズ (2012年)
- おおかみこどもの雨と雪 (2012年)
- カラフル (2010年)
- ONE PIECE FILM STRONG WORLD (2009年)
- サマーウォーズ (2009年)
- 時をかける少女 (2006年)

### 映画
- ハッピーエンドの選び方 (2014年)
- クロッシング・ウォー 決断の瞬間 (2014年)
- ソハの地下水道 (2011年)
- Death Note/デスノート (2006年)